# 係数
係数（けいすう、coefficient）は、多項式の各項（単項式）を構成する因子において、ある変数（不定元）に着目した際の他の部分．3β+2においてβに着目した際、係数は3である。また2のように、それ自体で項全体となっている項（あるいは、形式的には 1に掛かっている係数）を、特に定数項と呼ぶ。

## 自然科学における係数
物理学や化学において、様々な種類の重要な量（定数）が他のより基本的な量のあいだの関係式における係数としてあらわれる。物理学においてこれらは物理係数 (physical coefficient) と総称されることもある。
万有引力定数二つの物体の間に働く引力と、重心間の距離、それぞれの物体の質量の間に成り立つ関係を表す式の係数としてあらわれる。
反発係数二つの物体が衝突したときに相対速度がどれだけ変化するかを表す式における係数。
反応速度定数化学反応における基質の濃度と反応速度の間の関係を表す式における係数。

## 数学における係数
一次式の係数環 A とその上の加群 E が与えられたとき、E の元を表す一次式 ∑ an xn (an ∈ A, xn ∈ E) を考えることができる。anたちはこの一次式の係数と呼ばれる。
多項式の係数多項式 p(X) = ak Xk + … + a1 X + a0 において、数 a0 … ak は p の係数と呼ばれる。また、最高次の項の係数 ak は p の 主係数 (leading coefficient) ともよばれる。べき級数に対しても同様にしてその係数を考えることができる。逆に、与えられた数列に対してそれを係数とするような多項式やべき級数はその数列の母関数と呼ばれる。母関数の満たす様々な関数等式は元の数列の規則性を反映している。
フーリエ係数周期2π の実一変数関数 f(x) が与えられたとき、そのフーリエ級数
{\displaystyle {\frac {a_{0}}{2}}+\sum _{n\in \mathbb {N} _{>0}}a_{n}\cos(nx)+b_{n}\sin(nx)}
を考えることができる。f(x) と、余弦関数 cos(n x) や正弦関数 sin(n x) の積の積分によって定まる数列 an, bn は f のフーリエ係数と呼ばれる。

## 例
変数 x と定数 2 とが乗法によって結合されている項 2x を考えるとき、定数にあたる 2 がこの項の係数である。
ふたつの変数 a, b に対して、二項式 a + b の羃乗を展開して得られる多項式
{\displaystyle (a+b)^{n}=\sum _{k=0}^{n}{n \choose k}a^{n-k}b^{k}}
の係数として二項係数が定義される。

## 注
1. ↑  あるいは、変数のゼロ乗